# Aethalops alecto
Aethalops alecto is een zoogdier uit de familie van de vleerhonden (Pteropodidae). De wetenschappelijke naam van de soort werd voor het eerst geldig gepubliceerd door Thomas in 1923.

## Verspreidingsgebied
De soort wordt aangetroffen in Indonesië, Maleisië en Singapore.